# Palpita kimballi
Palpita kimballi là một loài bướm đêm trong họ Crambidae.